# ماسایا ماتسورا
ماسایا ماتسورا (انگلیسی: Masaya Matsuura؛ زادهٔ ۱۶ ژوئن ۱۹۶۱) موسیقی‌دان اهل ژاپن است.